# Tavigliano
Tavigliano (Tavijan in piemontese) è un comune italiano di 895 abitanti della provincia di Biella in Piemonte.

## Geografia fisica

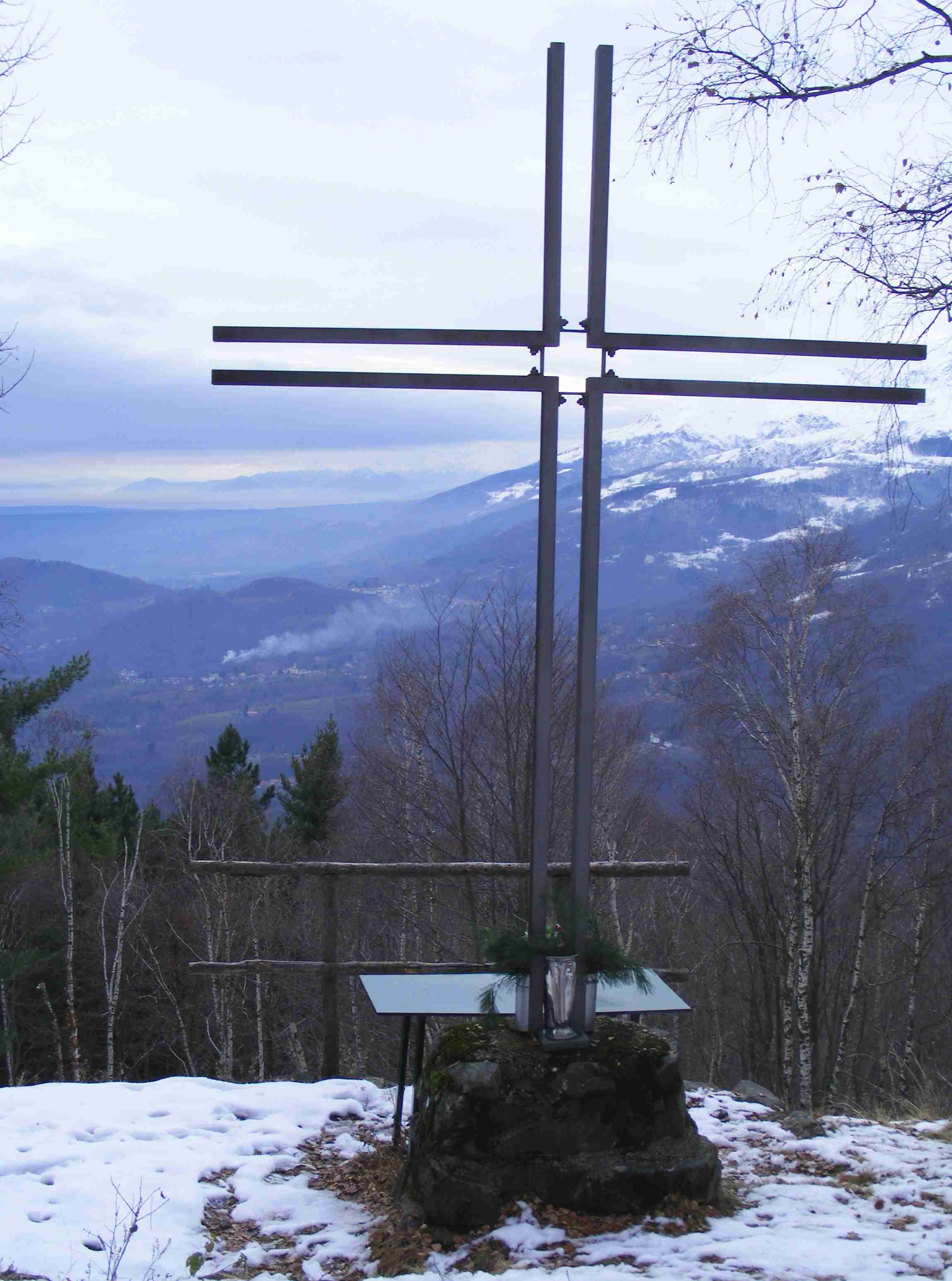
Monte Casto: croce di vetta

Il territorio di Tavigliano si sviluppa principalmente in senso nord-sud: dal Torrente Sessera che ne segna il confine settentrionale si spinge infatti fino nei pressi del Cervo al confine con Andorno Micca.

Idrograficamente la parte settentrionale appartiene alla Val Sessera, quella centrale al bacino dello Strona di Mosso e la zona meridionale fa parte della Valle del Cervo.
La massima quota (1617 m) viene toccata nei pressi del Monticchio; appartiene al territorio comunale anche la cima del Monte Casto.
Di un certo interesse turistico è il valico del Bocchetto di Sessera (1.373 m), dal quale partono numerose piste da fondo e vari itinerari escursionistici.
La zona più fittamente popolata è però quella meridionale, dove oltre al capoluogo, si trovano anche tutte le principali frazioni: Vincio, Causso, Orecchia e Sella.

Anche il capoluogo comunale si sviluppa in senso nord-sud lungo le vie Tiboldo e Gallo.
Al comune di Tavigliano appartiene anche una piccola isola amministrativa montana situata in alta Valle del Cervo e che culmina con la Cima di Bo.

## Storia

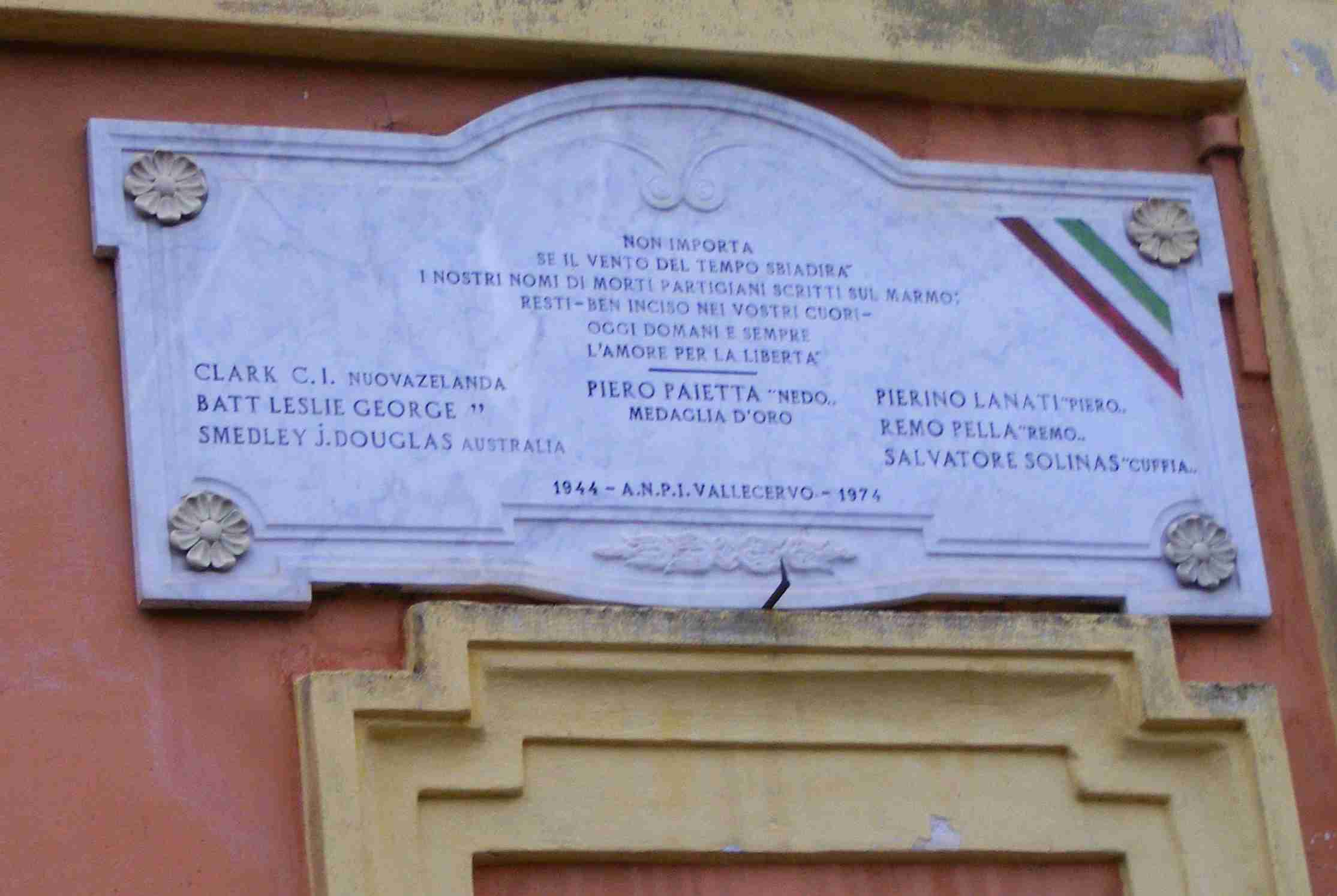
La lapide dedicata ai partigiani

L'area di Tavigliano fu per secoli un alpeggio di Candelo frequentato durante la bella stagione da pastori che abitavano in poche baite dal tetto di paglia.
Il piccolo centro abitato si stabilizzò e crebbe diventando dapprima frazione del vicino comune di Andorno ed acquisendo infine l'autonomia amministrativa nel 1699.
A fianco della pastorizia e dell'agricoltura l'attività economica prevalente divenne la fabbricazione dei cappelli.
Nel 1929 Tavigliano, assieme ai comuni di Sagliano, Miagliano e San Giuseppe di Casto, venne inglobato nel comune di Andorno dal Regio decreto 28 marzo 1929, n. 609. Il nuovo comune di Andorno mutò invece la propria denominazione da Andorno Cacciorna ad Andorno Micca. Tavigliano nel 1954 riottenne la propria autonomia.

### Simboli
Lo stemma comunale e il gonfalone sono stati concessi con decreto del presidente della Repubblica del 18 giugno 1962.
(D.P.R. 18 giugno 1962)
Il gonfalone è un drappo partito di giallo e di azzurro.

## Monumenti e luoghi d'interesse

### Architetture religiose
- Chiesa parrocchiale: costruita a fine Seicento in uno stile riecheggiante quello dello Juvarra conserva un pulpito e alcune pregevoli sculture di Giuseppe Argentero e vari dipinti tra i quali una Via Crucis su tela attribuita a Pietro Antonio Serpentiero di Sagliano.
- Oratorio di San Tommaso in Frazione Causso: è una costruzione seicentesca contenente un pregevole dossale ligneo.[10]

### Aree naturali
- Bocchetto di Sessera.
- Monte Casto.
- Cima di Bo.

## Società

### Evoluzione demografica
Abitanti censiti

## Infrastrutture e trasporti

### Strade
Il centro comunale di Tavigliano è collegato al resto del Biellese dalla strada provinciale SP 110 Andorno - Tavigliano. Per la porzione montana del territorio comunale situata nei pressi del Bocchetto di Sessera transita inoltre la Panoramica Zegna.

## Amministrazione

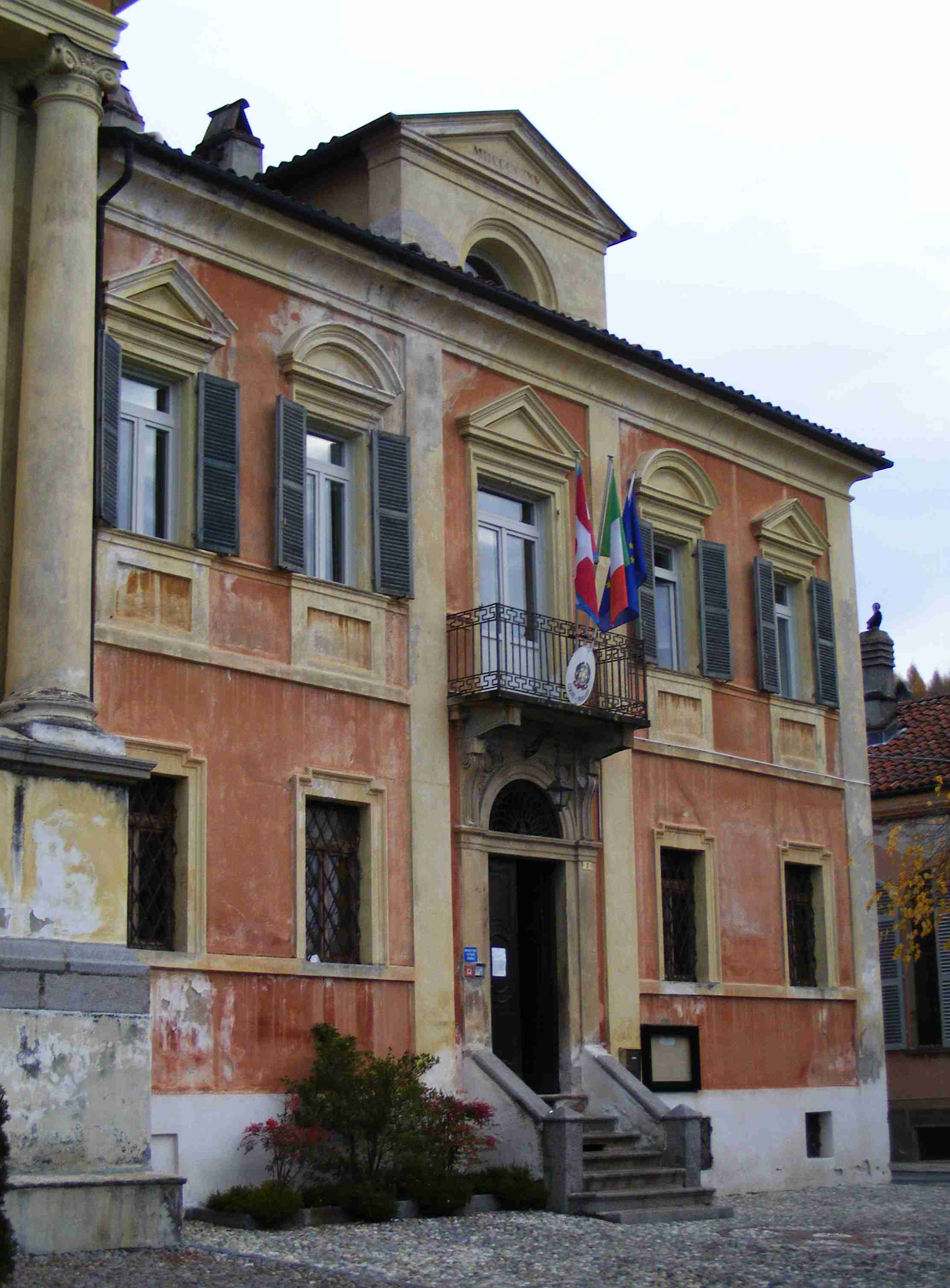
Il municipio

Di seguito è presentata una tabella relativa alle amministrazioni che si sono succedute in questo comune.
| Periodo         | Periodo         | Primo cittadino          | Partito                     | Carica      | Note   |
| --------------- | --------------- | ------------------------ | --------------------------- | ----------- | ------ |
| 24 aprile 1995  | 22 gennaio 1996 | Sandro Boffa Ballaran    | lista civica                | Sindaco     | [ 12 ] |
| 22 gennaio 1996 | 10 giugno 1996  | Antonio Giuseppe Materia |                             | Comm. pref. | [ 12 ] |
| 10 giugno 1996  | 17 aprile 2000  | Sandro Boffa Ballaran    | lista civica                | Sindaco     | [ 12 ] |
| 17 aprile 2000  | 5 aprile 2005   | Irene Fornero            | lista civica                | Sindaco     | [ 12 ] |
| 5 aprile 2005   | 30 marzo 2010   | Irene Fornero            | lista civica                | Sindaco     | [ 12 ] |
| 30 marzo 2010   | 31 maggio 2015  | Gino Mantello            | lista civica                | Sindaco     | [ 12 ] |
| 31 maggio 2015  | in carica       | Gino Mantello            | lista civica Pro Tavigliano | Sindaco     | [ 12 ] |

### Altre informazioni amministrative
Tavigliano fece parte a cominciare dal 1973 della Comunità montana Bassa Valle Cervo. Tale comunità montana fu in seguito accorpata dalla Regione Piemonte con la Comunità montana Alta Valle Cervo, andando a formare la Comunità Montana Valle Cervo, che ha sede a Andorno.